# Michael Outzen
Michael Outzen (født 24. januar 1982) er en dansk racerkører. Han debuterede i Danish Touringcar Championship i 2006.

## Karrieren kort
- 1996 Nummer fem i DM i karting Intercontinental A Junior.
- 1998 Nummer fem i DM for Formel Ford 1600.
- 1999 Nummer fem i DM for Formel Ford 1800.
- 2000 Danmarksmester i Formel Ford 1800.
- Deltagelse i den britiske vinterserie i Formel Renault.
- 2001 Nummer ni i dansk Formel Renault 2000 Cup.
- 2002 Nummer ti i DM for Formel Ford 1800.
- 2003 Vinder af Socko Super Cup.
- 2004 Vinder af Socko Super Cup.
- 2005 Vinder af Special Saloon Cup. Vinder af Padborg Park 4 Timer.